# Giuseppe Dipasquale
Giuseppe Dipasquale (Catania, 15 gennaio 1963) è un regista e commediografo italiano.

## Biografia
Laureatosi in Lettere nel 1987, dopo aver ottenuto il diploma di regia presso l'Accademia nazionale d'arte drammatica "Silvio d'Amico" nel 1989, nel 1981 ha intrapreso l'attività teatrale come regista, dirigendo spettacoli in diversi teatri nazionali fra cui il Teatro Biondo di Palermo, il Teatro di Roma e il Teatro Stabile di Catania.
Oltre cinquanta le sue regie, tra le quali L'altro figlio, Il berretto a sonagli, I giganti della montagna di Luigi Pirandello.
Vanta inoltre una lunga collaborazione professionale con Andrea Camilleri, con il quale ha scritto per il teatro diversi spettacoli fra cui spiccano La concessione del telefono, Troppu trafficu ppi nenti da William Shakespeare, La signora Leuca e Il birraio di Preston.
Dopo aver diretto il Teatro Regina Margherita di Racalmuto, il Teatro Stabile di Catania e la Scuola d'Arte Drammatica "Umberto Spadaro" di Catania, è stato direttore artistico del Must Musco Teatro di Catania.
È attualmente direttore artistico del Barbablù Fest di Morgantina, del Festival delle Ville Vesuviane di Ercolano e di Marche Teatro.

## Regie
- Il rosario di Federico De Roberto (1989)
- Lo spirito della morte di Pier Maria Rosso di San Secondo, produzione Teatro Stabile Biondo di Palermo (1990)
- Lavora su testi letterari di autori contemporanei (Giuseppe Bonaviri, Follia; Leonardo Sciascia, La corda pazza; Vincenzo Consolo, Retablo) creando delle drammaturgie per attori quali Giulio Brogi, Mario Scaccia, Pino Micol, Mariano Rigillo, Massimo Foschi, (1990-1992)
- Recitazione della controversia liparitana, su testi di Leonardo Sciascia (1992)
- Per un ritratto dello scrittore, su testi di Leonardo Sciascia e Giuseppe Antonio Borgese (1992)
- Si prova Goldoni, una riscrittura su testi di Carlo Goldoni (1992)
- Tango Americano di Rocco D'Onghia, produzione Teatro di Roma (1993)
- Lauben di Roberto Cavosi, produzione Teatro Di Roma (1993)
- Sinfonie d'amore di Giuseppe Fava, produzione Teatro Stabile di Catania (1995)
- Il magnifico cornuto di Fernad Crommelynck, produzione Teatro Stabile di Catania (1996)
- Orestea di Eschilo nella traduzione di Pier Paolo Pasolini (1996)
- Spiritus Mundi, opera in musica di Maurizio Squillante per il XXXIX Festival dei Due Mondi di Spoleto (1996)
- Il negozio all'angolo, musical di Bock, Masteroff, Harnick, con Paolo Ferrari (1997)
- Il birraio di Preston dal romanzo di Andrea Camilleri, produzione Teatro Stabile di Catania (1998-1999)
- Don Giovanni in Sicilia di Vitaliano Brancati, con Mariano Rigillo (1999)
- Troppu trafficu ppi nenti di Giuseppe Dipasquale e Andrea Camilleri, rifacimento del Molto rumore per nulla di W. Shakespeare (2000)
- La cattura di Luigi Pirandello, Andrea Camilleri, Giuseppe Dipasquale, Teatro Stabile di Catania (2000-2001)
- I Beati Paoli di Giuseppe Dipasquale - Gaetano Savatteri, Teatro Stabile di Catania (2002-2003)
- La Signora Leuca' di Giuseppe Dipasquale, Andrea Camilleri, con Ida Carrara (2003-2004)
- Don Giovanni in Sicilia di Vitaliano Brancati, Teatro Stabile di Catania (2003-2004)
- Ecuba o della guerra di Giuseppe Dipasquale (2004-2005)
- Alda di E. Ciorra e B. Tonon, Taormina Arte (2005)
- La concessione del telefono di Andrea Camilleri, Giuseppe Dipasquale, Teatro Stabile di Catania (2005)[3]
- Ettore Majorana. A Cento anni dalla nascita, nei giorni della scomparsa, da Leonardo Sciascia
- La tempesta di William Shakespeare (2006)
- Il rosario di Federico De Roberto (2007)
- L'altro figlio di Luigi Pirandello, con Ida Carrara, Teatro Stabile di Catania (2007)[4]
- Il birraio di Preston, dal romanzo di Andrea Camilleri (nuova edizione), Teatro Stabile di Catania 2008
- Troppu trafficu ppi nenti di Andrea Camilleri, Giuseppe Dipasquale, Teatro Stabile di Catania (2009)
- Il berretto a sonagli di Luigi Pirandello, con Pino Caruso, Teatro Stabile di Catania (2010)[5]
- Cannibardo e la Sicilia di Andrea Camilleri, Teatro Stabile di Catania (2011)
- I giganti della montagna di Luigi Pirandello, Teatro Stabile di Catania (2012)
- Erano tutti miei figli di Arthur Miller, Teatro Stabile di Catania (2013)
- Cyrano de Bergerac di Edmond Rostand, Teatro Stabile di Catania (2014)
- Il giardino dei ciliegi di Anton Čechov, con Magda Mercatali e Pippo Pattavina, Teatro Stabile di Catania (2014)
- L’uomo la bestia e la Virtù di Luigi Pirandello con Geppy Gleijeses, Marianella Bargilli, Lello Arena, GTS e Teatro Stabile di Catania (2014)
- Lear, la storia, da William Shakespeare, con Mariano Rigillo, Anna Teresa Rossini, Sebastiano Tringali, Teatro Stabile Catania e Teatro Stabile Napoli (2015)
- Il casellante di Andrea Camilleri, Giuseppe Dipasquale, con Moni Ovadia, Valeria Contadino, Mario Incudine, Teatro Carcano di Milano e Promomusic (2016)
- Troppu trafficu ppi nenti di A. Camilleri, G. Dipasquale, regia di Gigi Proietti, Teatro della città di Catania e Silvano Toti Globe Theatre Roma (2016)
- La camilleriana di Andrea Camilleri, Giuseppe Dipasquale, con Gianpaolo Poddighe, Loredana Solfizi, Mimmo Mignemi, Valeria Contadino, Teatro della città di Catania presso i giardini della Filarmonica di Roma (2016)
- L'inganno delle parole di Gaetano Savatteri, con Lina Sastri, TRAME festival, libri contro le mafie, Lamezia Terme (2017)
- Il tempo dei desideri di Germano Mazzocchetti e Nicola Fano, Ass. Nora 3.0 (2017)
- Intervista impossibile a don Mariano Arena di Gaetano Savatteri con David Coco prodotto da Fondazione Trame (2018)
- La creatura del desiderio, di Andrea Camilleri e Giuseppe Dipasquale, con David Coco, Valeria Contadino –  Nora 3.0, Teatro della città di Catania (2018)
- Filippo Mancuso e don Lollò di Andrea Camilleri e Giuseppe Dipasquale, con Tuccio Musumeci, Pippo Pattavina, Teatro della città di Catania (2018)
- Intervista impossibile a Leonardo Sciascia di Gaetano Savatteri, con Gigi Restivo e Giovanni Taglialavoro, Ninni Bruschetta e Laura Cannavò, prodotto da Fondazione Trame (2019)
- La brocca rotta di Henrik von Kleist, con Mariano Rigillo, Anna Teresa Rossini, Andrea Renzi, Teatro Stabile di Napoli – Teatro Nazionale (2019)
- Troppu trafficu ppi Carrubba, di Giuseppe Dipasquale, con Mimmo Mignemi, Valeria Contadino, Cosimo Coltraro, Rita Abela, Valerio Santi, Francesco Russo, prodotto per Must Musco Teatro Catania da NORA 3.0 (2019)
- La donna a tre punte, liberamente ispirato all’opera di Andrea Camilleri, di Giuseppe Dipasquale, con Valeria Contadino, Claudia Morello Beatrice Maria Tafuri, Delia Tiglio, prodotto per Must Musco Teatro Catania da NORA 3.0 e MDA PRODUZIONI DANZA (2019)
- Il lupo e la luna, riduzione del romanzo di Pietrangelo Buttafuoco, con Pietrangelo Buttafuoco, che ha debuttato al 73° ciclo di spettacoli classici all’Olimpico di Vicenza (2020)
- Pandemia di Giuseppe Dipasquale, con Ninni Bruschetta e Federica De Benedittis, per il Teatro Stabile d’Abruzzo (2021)
- Clitemnestra di Luciano Violante, con Viola Graziosi, prodotto dal Teatro Stabile d’Abruzzo (2021)
- La concessione del telefono di Andrea Camilleri, Giuseppe Dipasquale, con Alessio Vassallo, Mimmo Mignemi, Carlotta Proietti, Teatro Stabile Biondo di Palermo (2022)
- Medea di Luciano Violante, con Viola Graziosi prodotto da Terzo Millennio - Palermo e Teatro della città di Catania (2022)
- La vita è un sogno, di Pedro Calderon de La Barca, con Mariano Rigillo, prodotto da Festival delle Ville Vesuviane e Teatro della città di Catania (2022)
- La misteriosa fiamma della regina Loana di Umberto Eco, con Ninni Bruschetta e Viola Graziosi, prodotto da Teatro Stabile d’Abruzzo, Taormina Arte Sicilia e Teatro del 99 (2022)
- Il male oscuro di Giuseppe Berto, con Alessio Vassallo (2025)

## Libri
- Andrea Camilleri, Il teatro certamente. Dialogo con Giuseppe Dipasquale, Sellerio, Palermo, 2023
- Troppu trafficu ppi nenti, con Andrea Camilleri, Milano, Arnoldo Mondadori Editore, 2011
- La concessione del telefono, con Andrea Camilleri, Lombardi Editori, Palermo 2005
- Il birraio di Preston, con Andrea Camilleri, Lombardi Editori, Palermo 2003
- Troppu Trafficu ppi nenti, con Andrea Camilleri, Lombardi Editori, Palermo 2003
- La cattura, con Andrea Camilleri,, Lombardi Editori, Palermo 2003
- Regia. Dizionario teatrale, con Mario Missiroli, Arnaldo Lombardi Editore, Palermo 2002
- I Beati Paoli a teatro, in “Sicilia”, Ed. Flaccovio, Palermo 2002
- La poetica dello stupore, in quaderni del Teatro Stabile di Catania, Catania, aprile 1999